# Adlung-Spiele
Adlung-Spiele oder auch Adlung oder Adlungspielverlag ist ein deutscher Spieleverlag mit dem Schwerpunkt Kartenspiele und Sitz in Remseck in der Nähe von Stuttgart. Er vertreibt sein Angebot auch in die Schweiz.

## Verlagsgeschichte
Gegründet wurde der Familienbetrieb am 1. Juli 1990. Sein Angebot umfasste im Jahr 2003 circa 30 unterschiedliche, aufwändig gestaltete Kartenspiele. Die Spiele reichen von sehr komplexen Spielen, wie Verräter oder Meuterer über einfache Spiele wie Grabsch. Sein Angebot umfasst Familien-, Kinder-, Erwachsenen-, Fun und Aktion-, Partykartenspieler ab einem Mindestspieler.
Ein Kuriosum im Angebot von Adlung ist das Spiel Nix, welches aus 65 Blankokarten und einer Karte mit Ideen, was man mit den Blankokarten alles anfangen kann, besteht.
Der Verlag wird geleitet von Karsten Adlung, der selbst Spielautor vieler Kartenspiele ist.
Im Jahr 2014 hat der Verlag ein Jubiläum – er veröffentlichte sein hundertstes Spiel, welches auch genau so heißt: „100“.

## Auszeichnungen
Die Spiele Verräter, Meuterer und Vom Kap bis Kairo erhielten 1999, 2001 bzw. 2002 den À-la-carte-Kartenspielpreis der Zeitschrift Fairplay als bestes Kartenspiel des Jahres.
Verräter war 1999 und Ebbe & Flut 2001 auf der Auswahlliste zum Spiel des Jahres. Im Märchenwald wurde 2001 für das Kinderspiel des Jahres nominiert.

## Spiele
- 1995: Speed von Reinhard Staupe
- 1998: Verräter von Marcel-André Casasola Merkle
- 2000: Ebbe & Flut von Wolfgang Werner
- 2000: Im Märchenwald von Markus Nikisch
- 2000: Meuterer von Marcel-André Casasola Merkle
- 2001: Vom Kap bis Kairo von Günter Burkhardt
- 2002: Canal Grande von Alan R. Moon und Aaron Weissblum
- 2003: Die Fugger von Klaus-Jürgen Wrede
- 2003: Viele Dinge von Karsten Adlung und Bernhard Naegele
- 2003: Zauberschwert & Drachenei von Jochen Schwinghammer
- 2004: Im Auftrag des Königs von Lorenz Kutschke
- 2004: Teamwork von Michael Andersch
- 2006: Manimals von Bernhard Naegele
- 2006: Die Kutschfahrt zur Teufelsburg von Michael Palm und Lukas Zach
- 2007: Palastgeflüster von Michael Rieneck